# رودیشکس
رودیشکس (به لهستانی: Rudziszki) در لیتوانی با جمعیت ۲٬۵۲۷ نفر است که در dzūkija واقع شده‌است.